# Einstein on the Beach
Einstein on the Beach ist eine Oper in vier Akten von Philip Glass. Das Werk ist dem musikalischen Minimalismus zuzurechnen und gilt als bedeutender Beitrag im Bereich des avantgardistischen Musiktheaters. Die Uraufführung fand am 25. Juli 1976 auf dem Festival von Avignon in Frankreich statt und wurde von Robert Wilson inszeniert. Es ist die erste und zugleich längste Oper von Philip Glass, mit einer Aufführungsdauer von etwa 4 ½ Stunden.

## Entstehung
Einstein on the Beach wurde 1975 geschrieben und ist vor Satyagraha (1979) und Akhnaten (1983) das erste Werk in der Porträt-Trilogie von Philip Glass. Keiner dieser Opern liegt eine durchgängige Handlung zugrunde. Vielmehr bestand die Absicht, eine historische Persönlichkeit darzustellen, die durch ihre visionären Ideen geistesgeschichtliche Veränderungen bewirkte.
Glass und Wilson einigten sich zu Beginn ihrer Zusammenarbeit auf den theoretischen Physiker Albert Einstein. Sie entschieden sich aber dafür, der Oper keine spezifische Handlung zu geben. So enthält das Libretto in weiten Teilen sich wiederholende Folgen von Zahlwörtern und Solmisationssilben. Glass erklärt, dass diese von den Sängern zunächst als Platzhalter für Texte verwendet wurden, um sich ihre Parts einzuprägen, und dass sie später einfach beibehalten wurden. Der einzige konkrete Bezug zu Einstein – der sich neben der Physik auch dem Geigenspiel widmete – ist ein Solopart für Violine, der von einem als Einstein verkleideten Musiker gespielt wird.

## Aufführungsgeschichte
Die Uraufführung von Einstein on the Beach, mit dem Philip Glass Ensemble unter der Leitung von Michael Riesman, fand am 25. Juli 1976 auf dem Festival von Avignon in Frankreich statt. Die Oper wurde im gleichen Jahr auch in Hamburg, Paris, Belgrad, Venedig, Brüssel und Rotterdam aufgeführt. In der Metropolitan Opera in New York City fanden im November 1976 zwei Aufführungen statt. Lucinda Childs, Sheryl Sutton und Samuel M. Johnson besetzten die Hauptrollen.
Anfangs kam es teilweise zu Verzögerungen im Ablauf der Oper, weshalb die ersten Aufführungen noch 5 ½ Stunden dauerten. Da zwischen den Akten keine Pause vorgesehen waren, war das Publikum in diesen und nachfolgenden Aufführungen dazu eingeladen, den Zuschauerraum nach eigenem Belieben zu verlassen und wieder zu betreten.
Nach dem großen Erfolg der ersten Tournee 1976 kam es 1984 zur Wiederaufnahme der Oper an der Brooklyn Academy of Music (BAM). Der 1985 veröffentlichte Dokumentarfilm Einstein on the Beach: The Changing Image of Opera behandelt diese Produktion und den Schaffensprozess der Oper.
1988 entwarf der Opernregisseur Achim Freyer – der 1984 bereits die Uraufführung von Akhnaten in Stuttgart inszeniert hatte – eine komplett überarbeitete und stark abstrakte Fassung mit neuen Texten von Klaus-Peter Kehr für die Stuttgarter Staatsoper. Wie bei der Uraufführung wurde auch diese Fassung von Michael Riesman dirigiert.
Im Juli 1992 kam es zu einer Wiederaufnahme der ursprünglichen Produktion unter der Beteiligung von Glass, Wilson und Childs am McCarter Theater Center der Princeton-Universität. Anschließend ging es auf Tournee nach Frankfurt, Melbourne, Barcelona, Madrid, Tokio, Brooklyn und Paris.
Im Jahr 2001 inszenierte Berthold Schneider die Oper in den Räumlichkeiten der ehemaligen Staatsbank der DDR in Berlin. Das Bühnenbild stammte von Veronika Witte. Die Aufführung verband die Konzepte Oper und Installationskunst; die Zuschauer waren aufgefordert, durch die eigens für die Produktion kreierte Ausstellung zu gehen, während die eigentliche Aufführung auf Projektionswänden verfolgt werden konnte.

Eine gekürzte konzertante Aufführung von Einstein on the Beach wurde im Jahr 2007 in der Carnegie Hall in New York präsentiert, in der der Geiger Tim Fain als Solist auftrat. 

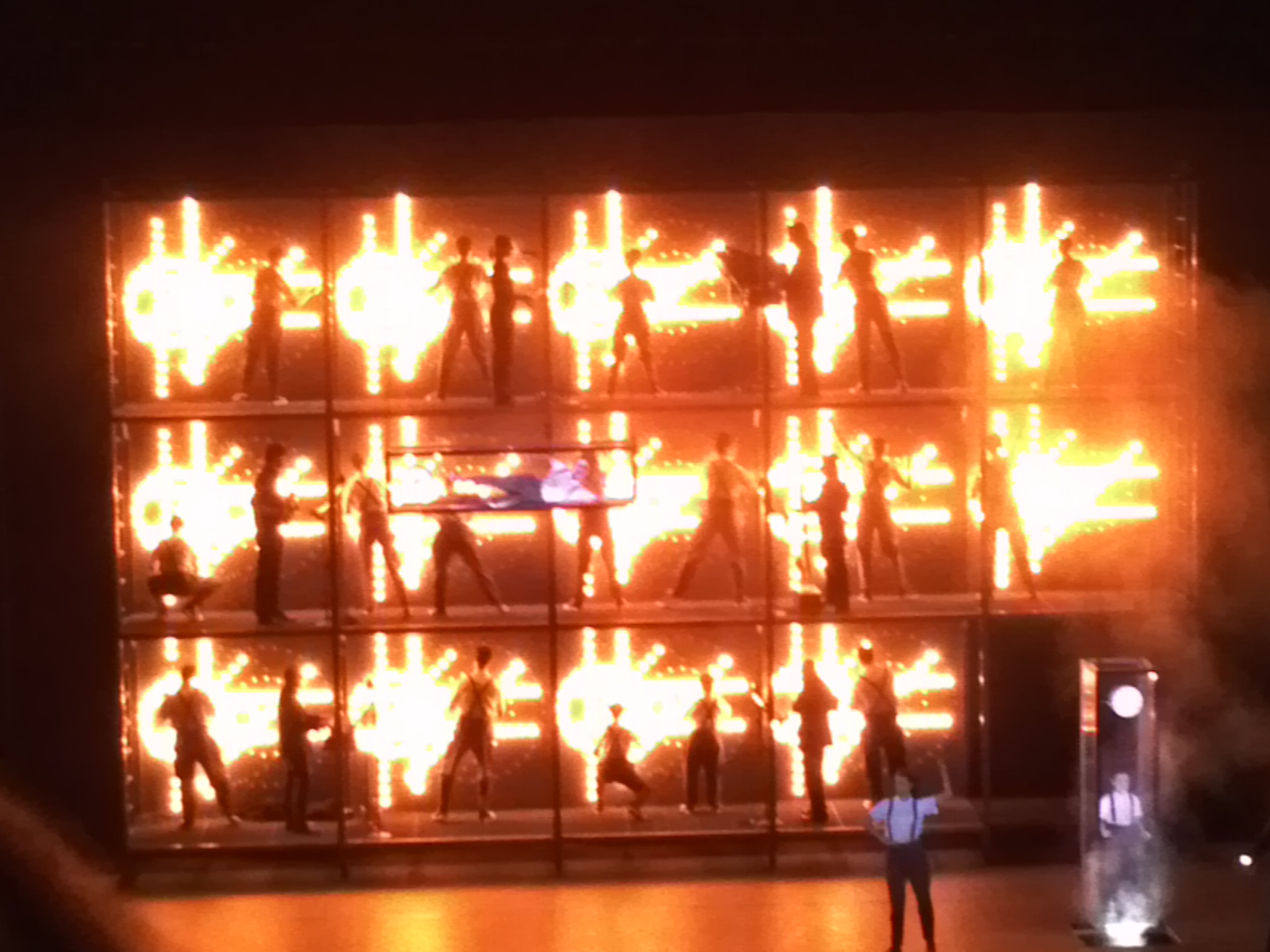
Aufführung in der Universität von Michigan am 20. Januar 2012

Am 20. Januar 2012 präsentierte die University Musical Society der Universität von Michigan unter Leitung von Glass, Wilson und Childs die erste Aufführung in der ursprünglichen Inszenierung seit 20 Jahren. Die offizielle Tournee begann am 16. März 2012 mit einer Aufführung in der Opéra National de Montpellier in Frankreich. Es folgten Aufführungen im Barbican Centre in London, im Sony Centre for the Performing Arts in Toronto, an der Brooklyn Academy of Music in New York, an der Universität von Kalifornien in Berkeley sowie in Reggio Emilia, Mexiko-Stadt, Amsterdam, Hongkong, Melbourne und Los Angeles. Im Jahr 2014 gab es weitere Aufführungen in Paris und Berlin. Im Oktober 2015 endete die Produktion mit Aufführungen in Gwangju in Südkorea.
Die französische Fernsehanstalt France Télévisions streamte am 7. Januar 2014 eine Live-Aufführung aus dem Théâtre du Châtelet. Dies war das erste Mal, dass die Oper gefilmt wurde.

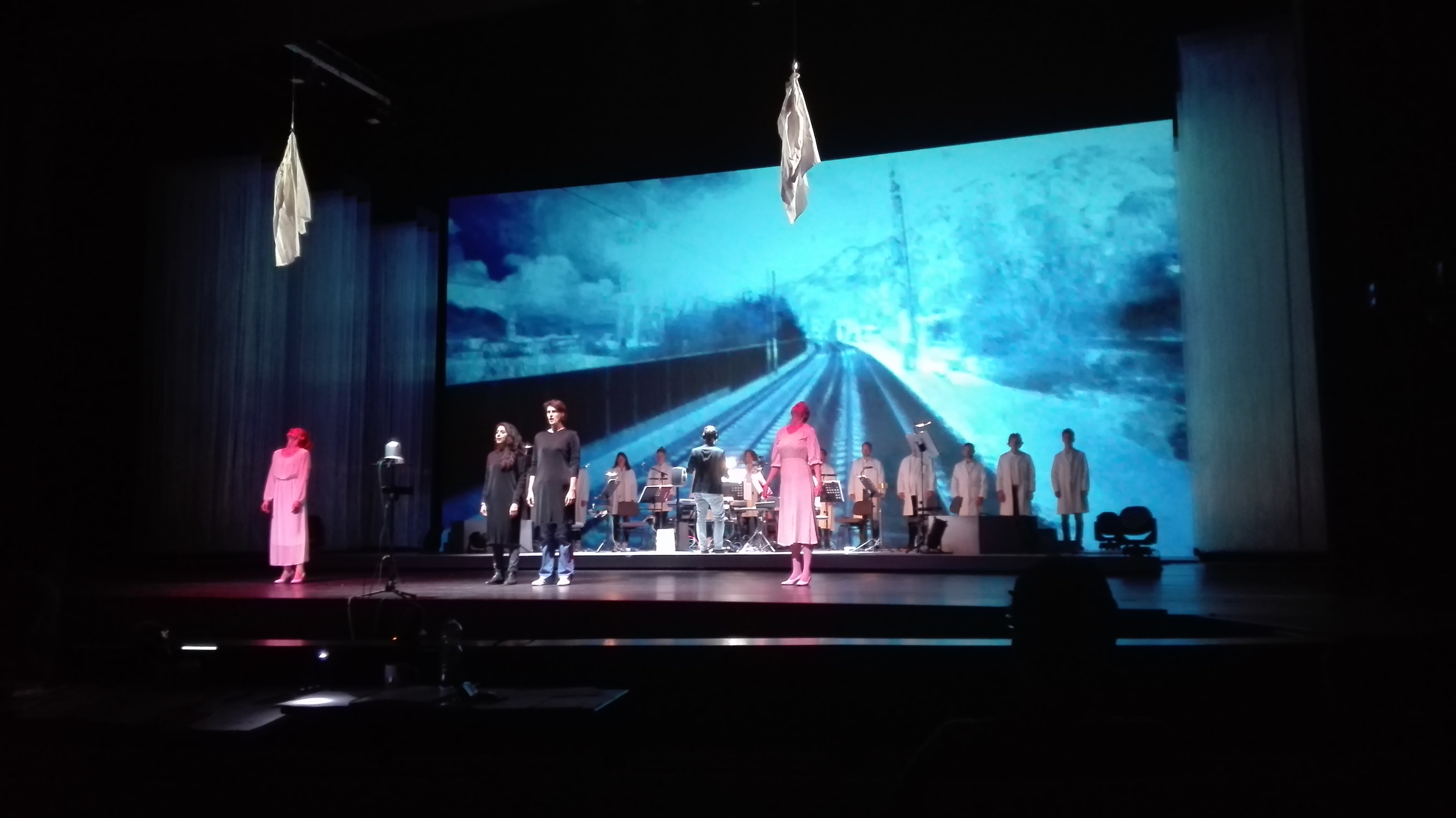
Neuinszenierung in Dortmund, 2017

Im April 2017 wurde Einstein on the Beach am Theater Dortmund von Kay Voges neu inszeniert. Dies war die erste Produktion bei der weder Glass noch Wilson persönlich beteiligt waren. Die Oper wurde 2019 auch am Grand Théâtre de Genève in einer Inszenierung von Daniele Finzi Pasca unter dem Dirigat von Titus Engel aufgeführt. Am 27. November 2022 fand in der Elbphilharmonie Hamburg eine konzertante Aufführung statt, die live gestreamt wurde.

## Rezeption
Einstein on the Beach fand international große Beachtung und zählt heute zu den Klassikern der Minimal Music. John Rockwell, der die Uraufführung 1976 für die New York Times rezensierte, bezeichnete die Oper als ein Meisterwerk und eine „Erfahrung, die einem ein Leben lang in Erinnerung bleiben wird“. Auch der Musikkritiker Mark Swed lobte 2020 in der Los Angeles Times die ursprüngliche Inszenierung von Wilson und bezeichnete Einstein on the Beach als „die wichtigste Oper der letzten fünfzig Jahre“.

## Gestaltung

### Struktur
Die vier Akte der Oper sind durch fünf musikalische Zwischenspiele, sogenannte Knee Plays (englisch knee ‚Knie‘), voneinander abgegrenzt. Glass erklärte, dass sich der Begriff auf die Verbindungsfunktion bezieht, die das Knie des Menschen ausübt. Die Knee Plays dienen dazu die Zeit während des Wechsels der Bühnenbilder zu überbrücken, haben aber auch eine wichtige musikalische Funktion.
Die Struktur der Oper gliedert sich folgendermaßen:
- Prologue
- Knee Play 1
- Erster Akt
  - Szene 1: Train
  - Szene 2: Trial 1: Entrance – „Mr. Bojangles“ – „Paris“ / „All Men Are Equal“
- Knee Play 2
- Zweiter Akt
  - Szene 1: Dance 1
  - Szene 2: Night Train
- Knee Play 3
- Dritter Akt
  - Szene 1: Trial 2 / Prison: „Prematurely Air-Conditioned Supermarket“ – Ensemble – „I Feel the Earth Move“
  - Szene 2: Dance 2
- Knee Play 4
- Vierter Akt
  - Szene 1: Building
  - Szene 2: Bed: Cadenza – Prelude – Aria
  - Szene 3: Spaceship
- Knee Play 5

### Libretto
Das Libretto entstand in Zusammenarbeit mit Robert Wilson und enthält gesprochene, teils poetische, teils prosaische Texte von Christopher Knowles, Samuel M. Johnson und Lucinda Childs.
Die in der gesamten Oper verwendeten gesungenen Texte bestehen aus englischen Zahlwörtern (one, two, three, four, five, six, seven, eight) und Solmisationssilben (do, re, mi, fa, so, la, ti, do). Erstere repräsentieren die rhythmische Struktur der Musik, während letztere den Tonhöhen der einzelnen Noten entsprechen. Die gesungenen Texte sind also keine Ergänzung, sondern eine Beschreibung der Musik selbst.

### Instrumentation
Die Aufführung der Oper erfordert einen SATB-Chor aus 16 Personen, 4 Sprechrollen, eine Solovioline und 5 Instrumentalisten, davon 2 Synthesizer-Spieler und 3 Holzbläser (2 Flöten, Piccolo, Bassklarinette, Sopran-, Alt-, und Tenorsaxophon).

## Aufnahmen
- Eine Aufnahme vom Januar 2014 aus dem Théâtre du Châtelet in Paris wurde im Oktober 2016 auf DVD und Blu-ray veröffentlicht.[24]